# Rue du Roi-Doré
Rue du Roi-Doré je ulice v Paříži v historické čtvrti Marais. Nachází se ve 3. obvodu.

## Poloha
Ulice vede od křižovatky s Rue de Thorigny a končí na křižovatce s Rue de Turenne poblíž kostela Saint-Denis-du-Saint-Sacrement.

## Historie
Název ulice (U Zlatého krále) vychází z domovního znamení ve formě pozlacené busty krále Ludvíka XIII.
Ulice byla otevřena v roce 1620. Měla různé názvy jako Rue Saint-François, Rue Sainte-Françoise, Rue Française, během Francouzské revoluce se nazývala Rue Dorée.

## Zajímavé objekty
- dům č. 7: v letech 1822–1825 zde bydlel Honoré de Balzac
- dům č. 8: dne 29. srpna 2005 zde vypukl požár. V domě squatovalo 12 rodin a uhořelo 7 osob, z toho 4 děti.[1]